# Strait from the Heart
| Оценки критиков | Оценки критиков |
| Источник        | Оценка          |
| --------------- | --------------- |
| AllMusic        | [ 1 ]           |

Strait from the Heart — второй студийный альбом американского кантри-певца Джорджа Стрейта, вышедший 3 июня 1982 года на лейбле MCA Records. Продюсером альбома был Блейк Мевис. Диск дал первые в карьере певца кантри-синглы на № 1 Hot Country Songs (Fool Hearted Memory; A Fire I Can’t Put Out). Strait from the Heart был записан в студии Music City Music Hall в Нэшвилле (Теннесси). Альбом получил положительные отзывы музыкальных критиков, он достиг № 18 в кантри-чарте Top Country Albums, его тираж превысил 1 млн копий и диск получил платиновый статус RIAA.
В 2022 году альбом был назван одним из лучших кантри-альбомов в истории и занял 19-е место в списке The 100 Greatest Country Albums of All Time журнала «Rolling Stone».

## Список композиций
| №                   | Название                      | Автор(ы)                             | Длительность |
| ------------------- | ----------------------------- | ------------------------------------ | ------------ |
| 1.                  | «Fool Hearted Memory»         | Byron Hill, Alan R. Mevis            | 2:37         |
| 2.                  | «Honky Tonk Crazy»            | Dean Dillon, Frank Dycus             | 2:27         |
| 3.                  | «The Only Thing I Have Left»  | Clay Blaker                          | 3:24         |
| 4.                  | «The Steal of the Night»      | Bill Shore, David Wills, A. R. Mevis | 2:38         |
| 5.                  | «I Can’t See Texas from Here» | George Strait                        | 2:27         |
| 6.                  | «Marina del Rey»              | Dean Dillon, Frank Dycus             | 3:00         |
| 7.                  | «Lover in Disguise»           | Blake Mevis, Jim Dowell              | 2:28         |
| 8.                  | «Heartbroke»                  | Guy Clark                            | 3:32         |
| 9.                  | «Amarillo by Morning»         | Terry Stafford, Paul Fraser          | 2:52         |
| 10.                 | «A Fire I Can’t Put Out»      | Darryl Staedtler                     | 2:55         |
| Общая длительность: | Общая длительность:           | Общая длительность:                  | 28:20        |

## Позиции в чартах
| Чарт (1982)                       | Высшая позиция |
| --------------------------------- | -------------- |
| U.S. Billboard Top Country Albums | 18             |
| U.S. Billboard 200                | -              |

### Синглы
| Год  | Сингл                    | Высшая позиция | Высшая позиция |
| Год  | Сингл                    | US Country     | CAN Country    |
| ---- | ------------------------ | -------------- | -------------- |
| 1982 | «Fool Hearted Memory»    | 1              | 1              |
| 1982 | «Marina del Rey»         | 6              | 2              |
| 1982 | «Amarillo by Morning»    | 4              | 1              |
| 1982 | «A Fire I Can’t Put Out» | 1              | 2              |